# Pratibhasthali
 (mai 2019).
 (mai 2019).
Pratibhasthali est une école de filles créée par Acharya Vidyasagar. Des écoles sont opérationnelles à Jabalpur, Dongargarh, Ramtek, Paporaji et Indore en Inde,.